# Dungoorus murrumbullus
Dungoorus murrumbullus är en skalbaggsart som beskrevs av Phillip B. Carne 1958. Dungoorus murrumbullus ingår i släktet Dungoorus och familjen Rutelidae. Inga underarter finns listade i Catalogue of Life.